# Peter Jungschläger
Peter Jungschläger (* 22. Mai 1984 in Vorburg, Südholland) ist ein niederländischer Fußballspieler, der vorrangig im Mittelfeld eingesetzt wird. Zuvor spielte er in den Niederlanden für RKC Waalwijk, ADO Den Haag, RBC Roosendaal, VVV-Venlo, VBV De Graafschap Doetinchem sowie eine Saison beim australischen Erstligisten Gold Coast United.